# Университет Лихтенштейна
Университет Лихтенштейна (нем. Universität Liechtenstein) — один из четырёх центров высшего образования Княжества Лихтенштейн, расположенный в городе Вадуц.

## История
Для подготовки инженеров в 1961 году был основан «Вечерний техникум Вадуца» (Abendtechnikum Vaduz). В 1988 году техникум был переименован в «Лихтенштейнскую школу инженеров» (Liechtensteinische Ingenieurschule). В 1992 году статус учебного заведения поднялся до «Специальной высшей школы Лихтенштейна» (Fachhochschule Liechtenstein). С 2005 года назывался Высшая школа Лихтенштейна (Hochschule Liechtenstein). В 2011 году получил своё нынешнее название.
В 2008 году статус института был повышен до университетского, и теперь, в рамках Болонского процесса, там ведётся не только подготовка бакалавров и магистров — появилась возможность получить степень Ph.D. Присуждаемые степени признаются странами-членами ЕС, ЕЭЗ и Швейцарией.

## Структура
Университет делится на четыре института:
- Архитектуры и планирования
- Предпринимательства
- Финансовых услуг
- Экономических информационных систем

Университет Лихтенштейна является ассоциированным членом Европейского исследовательского центра информационных систем. Всего по основным и дополнительным программам подготовки в университете обучается около 800 человек.